# Venango (Nebraska)
Venango – wieś w Stanach Zjednoczonych, w stanie Nebraska, w hrabstwie Perkins.